# Хамберсайд (аэропорт)
Аэропорт Хамберсайд (англ. Humberside Airport) (ИАТА: HUY, ИКАО: EGNJ) находится в Северном Линкольншире, Англия, в 18.5 км к западу от Гримсби и около 21 км от Кингстон-апон-Халл и Сканторпе, на трассе A18. Это небольшой международный аэропорт, принадлежащий Manchester Airports Group, крупнейшего оператора аэропортов с британскими владельцами, который приобрёл аэропорт Хамберсайд в 1999.
Аэропорт конкурирует с рядом находящимися аэропортами Восточный Мидландс (70 миль), Робин Гуд Донкастер Шеффилд (28 миль), открывшимся в 2005 и Лидс-Брадфорд (74 миль); все эти аэропорты обслуживают намного большее количество регулярных рейсов, чем аэропорт Хамберсайд. В 2006 пассажиропоток аэропорта составил 516,000 пассажиров, что на 13 % больше, чем в 2005.
В аэропорту обслуживается авиация общего назначения, здесь находится пять аэроклубов. В аэропорту Хамберсайд находится важная база вертолётов, обслуживающих нефтяные платформы Северного моря.
Аэропорт Хамберсайд имеет публичную лицензию (номер P739), которая разрешает пассажироперевозки и обучение полётам.

## История
Аэропорт был первоначально авиабазой королевских ВВС, RAF Kirmington, которая была открыта в 1941 во время Второй мировой войны, здесь базировалась 166 Эскадрилья, в состав которой входили Avro Lancaster. Аэродром был покинут после войны в 1945, и не использовался до 1974, когда местный совет открыл аэропорт, который тогда назывался Аэропорт Кирмингтон. После переименования территории в Хамберсайд и после реорганизации местных органов власти в Англии, аэропорт получил нынешнее название — Аэропорт Хамберсайд. Главная взлётно-посадочная полоса 03/21 была увеличена до сегодняшней протяжённости в 1992, в результате чего здесь смогли приземляться большие самолёты.

## Авиакомпании

### Регулярные рейсы
- Eastern Airways (Абердин)
- KLM Cityhopper (Амстердам)

### Чартерные авиакомпании
- Air Europa
- Discover Jersey
- Eurocypria
- LTE International Airways
- Pegasus Airlines
- Thomsonfly

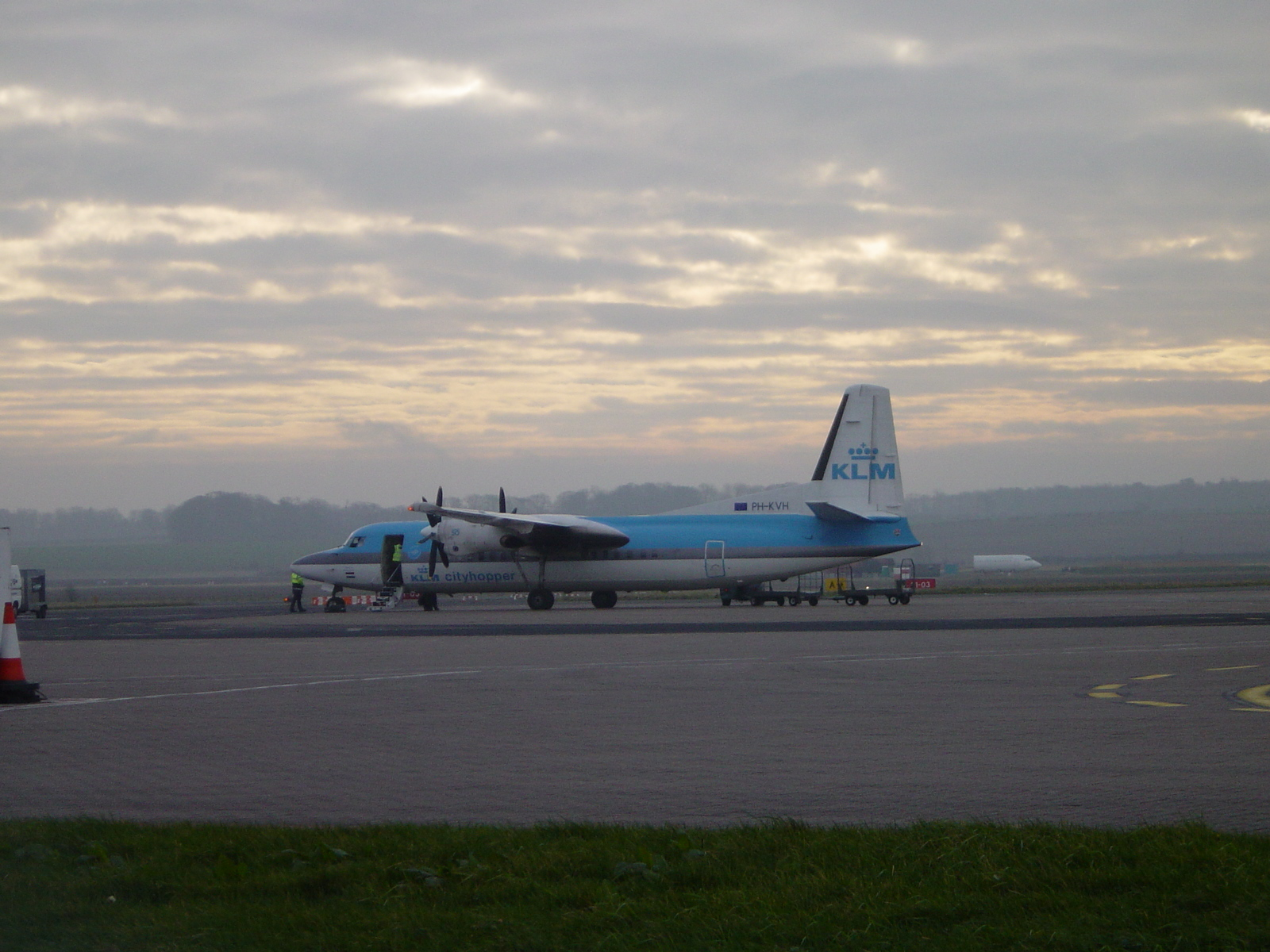
Fokker 50 KLM на Южном перроне
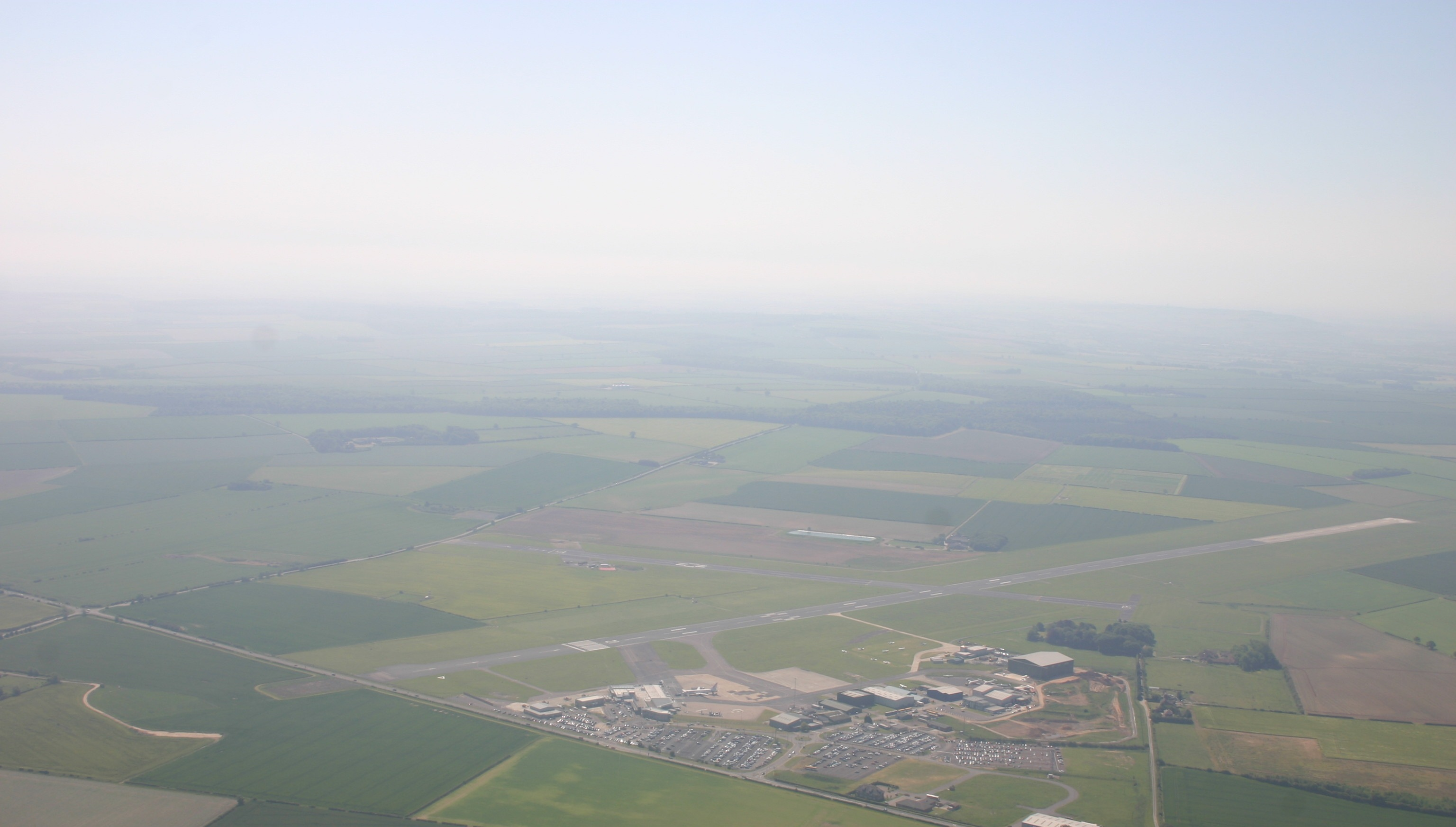
Аэропорт - вид с северной стороны
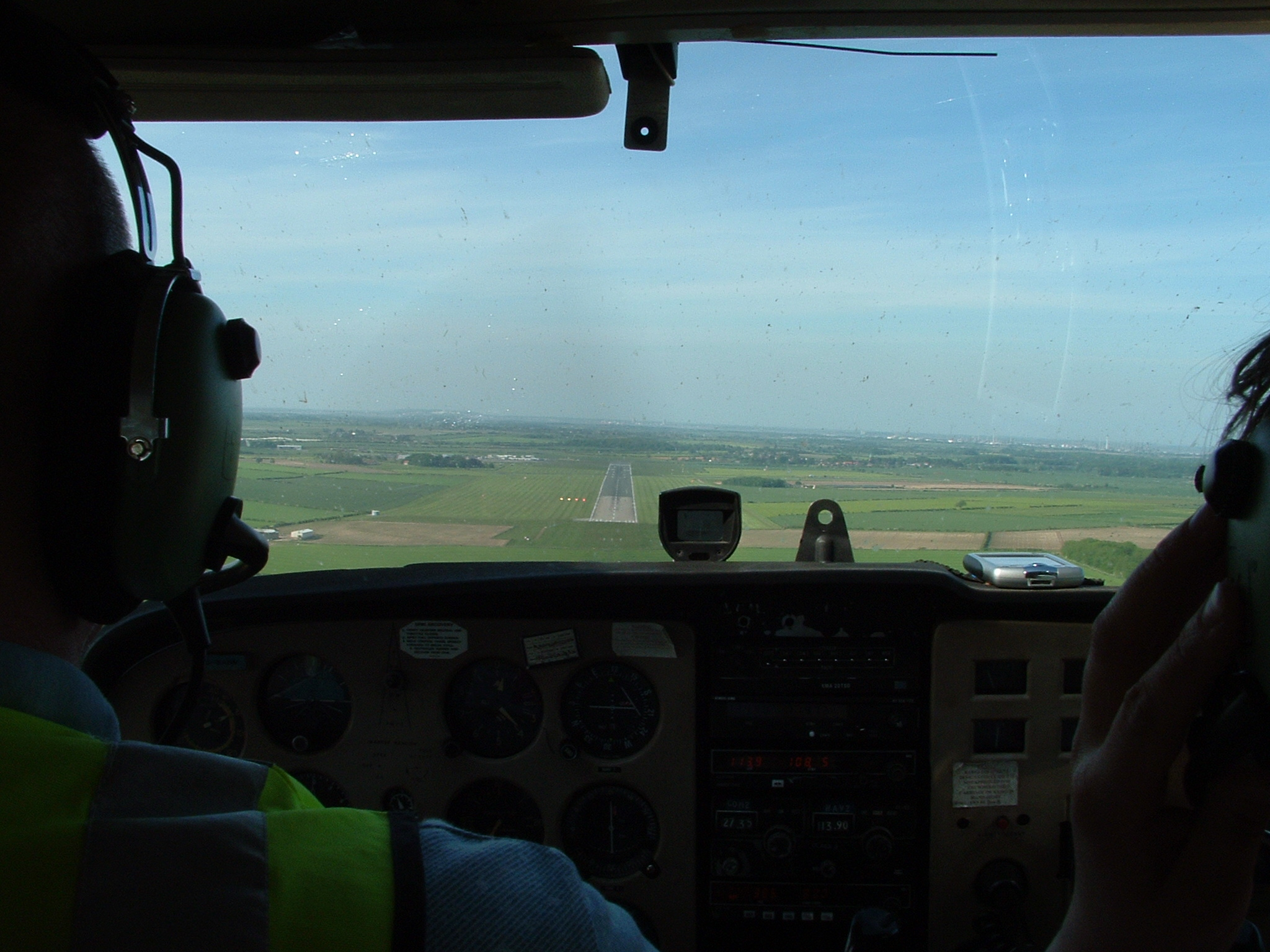
Полоса 03.

## Внешние ссылки
- Официальный сайт